# Caracarà gorjablanc
El caracarà gorjablanc (Phalcoboenus albogularis) és una espècie d'ocell de la família dels falcònids (Falconidae) que habita zones obertes i de bosc als vessants dels Andes, des del centre de Xile i oest de l'Argentina, cap al sud fins a la Terra del Foc. El seu estat de conservació es considera de risc mínim.